# آبوف آوتیسیان
آبوف آوتیکی آوتیسیان (اوکراینی: Абов Аветікович Аветісян؛ زادهٔ ۳ اکتبر ۲۰۰۱ در دونتسک) بازیکن فوتبال در پست مدافع اهل ارمنستان است.

## باشگاهی
از باشگاه‌هایی که در آن بازی کرده‌است می‌توان به باشگاه فوتبال شاختار دونتسک اشاره کرد.

## تیم ملی
وی همچنین در تیم ملی فوتبال زیر ۲۱ سال ارمنستان بازی کرده‌است.